# Міс Канада (бузок)
Бузок Престон «Міс Канада» (лат. Syringa × prestoniae 'Miss Canada') — пізній, високодекоративний, широко поширений сорт бузку. Використовується в озелененні.

## Історія
Ізабелла Престон (1881—1965) — перша жінка-селекціонер Канади. За 45 років роботи в Центральному експериментальному розпліднику отримала близько 200 сортів нових рослин, серед яких лілії, сибірські півники, зимостійкі шипшини, декоративні яблуні та бузок. Обійнявши після закінчення агротехнічного коледжу в 1920 році посаду селекціонера декоративних рослин, Ізабелла відразу розпочала експерименти з бузком. Вона стала першою в світі, кому вдалося схрестити між собою бузок волохатий (Syringa villosa) і пониклий (Syringa reflexa). На її честь ці гібриди стали називатися «гібридами Престон» (S.×prestoniae). У 1967 році доктор W.A. Cumming представив новий сорт цієї групи — «Міс Канада», що є чимось середнім між Syringa josiflexa «Redwine» і Syringa×prestoniae «Hiawatha».

## Опис сорту
Міжвидовий гібрид. Листопадний чагарник. Кущ багатостовбурний, заввишки до 2—3 м, завширшки до 2,5 м. Кора сіра.
Листя просте, супротивне, овальне до еліптичного, завдовжки близько 15 см, темно-зеленого кольору, восени жовтіє.
Бутони пурпурно-рожеві. Квітки трубчасті, прості, рожеві, ароматні. Суцвіття — завдовжки до 22 см.
Тривалість життя — близько 30 років.

## Культивування
Світлолюбний сорт. Рекомендується висаджувати в добре освітленому сонцем місці. Ґрунт нейтральний або слабко-лужний.
Зони морозостійкості від 2 до 7.
Цвіте наприкінці травня — початку червня, приблизно на 2 тижні пізніше сортів бузку звичайного.
Щеплені сорти садять для зменшення кореневої порослі вище рівня ґрунту на 3—4 см, власнокорененеві — висаджують так, щоб коренева шийка була на рівні з ґрунтом.